# Rapina alla diligenza
Rapina alla diligenza (Stagecoach War) è un film del 1940 diretto da Lesley Selander.
È un western statunitense con William Boyd e Russell Hayden.
Il personaggio principale, interpretato da Boyd, è Hopalong Cassidy, l'eroe del vecchio West nato da una serie di racconti brevi dall'autore Clarence E. Mulford e protagonista di oltre 60 film western e di una serie televisiva.

## Produzione
Il film, diretto da Lesley Selander su una sceneggiatura di Norman Houston e Harry F. Olmsted, fu prodotto da Harry Sherman tramite la Harry Sherman Productions e girato a Kernville, in California, da metà dicembre 1939. I titoli di lavorazione di Rapina alla diligenza furono  Hold Your Horses e War Along the Stage.

## Distribuzione
Il film fu distribuito con il titolo Stagecoach War negli Stati Uniti dal 12 luglio 1940 al cinema dalla Paramount Pictures.
Altre distribuzioni:
- negli Stati Uniti il 22 ottobre 1948 (redistribuzione)
- in Danimarca nel 1952 (Med fingeren på aftrækkeren)
- in Brasile (Ferradura Fatal)
- in Italia (Rapina alla diligenza)

## Promozione
La tagline è: CASSIDY CRASHES THRU TO HIS GREATEST ADVENTURE!.